# Ik ben toch geen plant... die maar staat te staan
Ik ben toch geen plant… die maar staat te staan is een hoorspel van Dick Walda. De VARA zond het uit op woensdag 20 november 1974, van 16:03 uur tot 16:50 uur (met een herhaling op woensdag 1 september 1976). De regisseur was Ad Löbler.

## Rolbezetting
- Elsje Scherjon (Liesbeth)
- Peter Aryans (Koos)
- Gerrie Mantel (Noortje)
- Jan Verkoren (de chef)

## Inhoud
Hoofdpersoon in dit spel is een vrouw die het alleen zijn niet kan verdragen, nadat haar man haar heeft laten schieten en met een veel jonger meisje is gaan samenleven. De vrouw wil gezelschap en er dan zo veel mogelijk van genieten. Het kan haar niet eens zoveel schelen wie het is. Een monteur van een servicedienst laat zij allerlei nodeloze karweitjes opknappen, om hem maar zo lang mogelijk bij zich te hebben. Daarbij gaat zij tot het uiterste. De man in kwestie is zeer eerzaam en gehuwd, maar niettemin laat hij zo’n kans niet glippen en een zeer tijdelijke liefde bloeit even op. Als er daarna een vriendin onverwacht op bezoek komt, wordt de man zo snel mogelijk buiten de deur gezet. Dat zal hem overigens een zorg zijn: zo’n klus komt hij niet iedere dag tegen. De vrouw krijgt evenwel spijt van dat wegwerken als ze weer alleen is en belt hem op…